# Boomerang (canção de JoJo Siwa)
"Boomerang"  é uma canção de JoJo Siwa, uma cantora e dançarina norte—americana, ex-integrante do elenco do reality show do Lifetime Dance Moms. A música foi lançada como download digital em Maio de 2016.

## Estilo musical e letra
A música se trata de uma canção otimista. E lida com questões como o cyberbullying. A mensagem que é a música tenta passar é para não darmos ouvidos a comentários maldosos postados por haters na Internet.

## Recepção
No dia 24 de fevereiro de 2017, a música foi certificada com disco de ouro pela Recording Industry Association of America (RIAA)

## Videoclipe
Em meados de 2017, o Videoclipe da canção foi visualizado no YouTube mais de 200 milhões de vezes.